# Orovička Planina
Orovička Planina (cyr. Оровичка Планина) – wieś w Serbii, w okręgu maczwańskim, w gminie Ljubovija. W 2011 roku liczyła 178 mieszkańców.